# Charles Douglas, 3. Duke of Queensberry
Charles Douglas, 3. Duke of Queensberry (* 24. November 1698 in Edinburgh; † 22. Oktober 1778), war ein schottisch-britischer Adliger.

## Leben
Charles Douglas war der zweitälteste überlebende Sohn des James Douglas, 2. Duke of Queensberry aus dessen Ehe mit Hon. Mary Boyle, Tochter des Charles Boyle, 3. Viscount Dungarvan.
Er wurde am 17. Juni 1706 in der Peerage of Scotland zum Earl of Solway, Viscount of Tiberris und Lord Douglas of Lockerbie, Dalveen und Thornhill erhoben.
Da sein älterer Bruder James Douglas (1697–1715) geisteskrank war, erbte Charles beim Tod des Vaters 1711 als 3. Duke of Queensberry alle seine Adelstitel, mit Ausnahme des Titels Marquess of Queensberry, der erst beim Tod des älteren Bruders 1715 ebenfalls an Charles fiel.
Er hatte von 1722 bis 1729 das Staatsamt des Vice-Admiral of Scotland inne. 1726 wurde er ins Privy Council aufgenommen, von 1758 bis 1778 war er Captain-General der Royal Company of Archers, von 1761 bis 1763 Keeper of the Great Seal of Scotland und ab 1763 Lord Justice General of Scotland.
Er war zusammen mit seiner Gemahlin ein großer Gönner des Schriftstellers John Gay, der auch seinen Lebensabend auf dem Anwesen des Paares in Wiltshire verbrachte.
Charles Douglas heiratete 1720 Lady Catherine Hyde, Tochter des Henry Hyde, 4. Earl of Clarendon, mit der er zwei Söhne hatte:
- Henry Douglas, Earl of Drumlanrig (1722–1754), ⚭ 1754 Lady Elizabeth Hope, Tochter des John Hope, 2. Earl of Hopetoun;
- Charles Douglas, Earl of Drumlanrig (1726–1756), 1747–1754 Unterhausabgeordneter für Dumfriesshire.

Da seine Söhne vor ihm starben, wurde der Sohn seines Cousins William Douglas, 2. Earl of March, William sein Nachfolger als 4. Duke of Queensberry. Die Titel Duke of Dover und Earl of Solway, jeweils nebst dazugehörigen nachgeordneten Titeln, erloschen jedoch.